# Zachowanie aspołeczne
Zachowanie aspołeczne, aspołeczność, asocjalność (tzw. „wyłączeniowe”) – formy niedostosowania społecznego charakteryzujące się biernością, izolacją, niechęcią do bycia w grupie, zahamowaniem, brakiem inicjatywy społecznej.